# زمین‌لرزه ۱۹۹۷ کانادا
زمین‌لرزه کانادا  در تاریخ ۶ نوامبر ۱۹۹۷ میلادی، برابر با ‎۱۵ آبان ۱۳۷۶، ساعت ۲:۳۴:۳۳ به زمان یوتی‌سی در کانادا رخ داد. ژرفای این زمین‌لرزه ۲۲٫۵ کیلومتر بود، و بزرگی آن ۵٫۱ در مقیاس اعلام شده‌است. زمین‌لرزه به وقت محلی در روز چهارشنبه، ساعت ۲۱ روی داده و منطقه زمانی آن یوتی‌سی -۵ بوده‌است (با لحاظ تغییر ساعت تابستانی).
سازمان زمین‌شناسی آمریکا نیز رومرکز این زمین‌لرزه را در مختصات ۴۶°۴۸′شمالی ۷۱°۲۵′غربی / ۴۶٫۸°شمالی ۷۱٫۴۱°غربی و ژرفای آنرا در ۲۲ کیلومتر گزارش کرده‌است. بزرگی برگزیدهٔ این سازمان از میان بزرگیهای محاسبه‌شدهٔ مختلف ۵٫۱ در مقیاس Lg بوده و از دید اثر، در میان چهار دسته‌بندی «نامحسوس»، «محسوس»، «زیان‌آور» یا «با تلفات»، زمین‌لرزه را «با تلفات» اعلام کرده‌است.
زمین‌لرزه هیچ کشته و زخمی ای نداشته است.